# Arquipélago Gorong
O arquipélago Gorong (em indonésio:  Kepulauan Gorom) é um conjunto de ilhas da Indonésia, entre o arquipélago Watubela e a ilha Ceram nas ilhas Molucas.
O Nagarakretagama, antiga elegia javanesa ao rei Hayam Wuruk de Majapait escrita em 1365, menciona "Gurun" entre os territórios que prestavam tributo ao reino.
O naturalista inglês Alfred Russel Wallace descreveu as ilhas, que denominou Goram, no Capítulo 25 do seu livro O Arquipélago Malaio publicado em 1869.